# Grossesse de l'adolescente

Taux des naissances chez les adolescentes âgées 10 à 19 ans (sur 1000) en 2016.

On parle de grossesse de l'adolescente (parfois appelée grossesse adolescente) pour les grossesses survenant avant l'âge de 20 ans.
La grossesse est possible à l'issue d'un rapport sexuel, dès le début de l'ovulation, en théorie avant la première menstruation mais le plus souvent après le début des règles. Chez les filles dont l'alimentation est satisfaisante, les premières règles apparaissent habituellement vers l'âge de 12 ou 13 ans.
En 2015, environ 47 femmes et filles sur 1 000 ont eu des enfants bien en deçà de l'âge de 20 ans. Les grossesses d'adolescentes sont plus fréquentes en Afrique et moindres en Asie. Dans les pays en développement, chaque année environ 2,5 millions de filles n'ayant pas atteint 16 ans et 16 millions de filles âgées de 15 à 19 ans mettent un enfant au monde. 3,9 millions d'autres adolescentes recourent à l'interruption volontaire de grossesse. Le phénomène est plus fréquent en milieu rural que chez les citadines. Dans le monde, les complications issues d'une grossesse sont la principale cause de décès chez les filles âgées de 15 à 19 ans.
La grossesse de l'adolescente présente les mêmes effets que chez les femmes adultes. Néanmoins, il existe des risques particuliers pour celles qui n'ont pas atteint 15 ans, car leur développement physique est insuffisant pour mener sainement leur grossesse et leur accouchement. Chez les filles de 15 à 19 ans, les risques d'une grossesse précoce relèvent davantage de facteurs socio-économiques que des problèmes biologiques. Les risques de mettre au monde un bébé au poids faible (en) et de subir une naissance avant terme, de l'anémie et une pré-éclampsie sont corrélés à l'âge biologique (en) de la mère et sont recensés chez les accouchement des adolescentes même lorsque les autres facteurs de risque sont contrôlés, par exemple quand la mère bénéficie d'un accès aux soins prénataux (en),.
La grossesse des adolescentes est souvent associée à des problèmes sociaux (faible niveau d'instruction, pauvreté...). Dans les pays développés, elle apparait généralement hors mariage et induit souvent une stigmatisation sociale. Dans les pays en développement, en revanche, les adolescentes enceintes sont souvent mariées et la moitié des grossesses est volontaire mais le cumul de la malnutrition, de la pauvreté et d'un accès médiocre aux soins médicaux accroit le risque pour la santé. En matière de prévention, mener simultanément des programmes d'éducation sexuelle globale et d'accès au contrôle des naissances peut réduire la part des grossesses non désirées chez les adolescentes,.

## Définition
Les statistiques tiennent compte de l'âge de la mère au moment où la grossesse se termine, date aisément vérifiable, et non des estimations sur la date de conception ; les statistiques sur les grossesses précoces n'incluent pas les mères devenues enceintes à 19 ans et ayant accouché après leur vingtième anniversaire.

## Conséquences des grossesses précoces
Selon le Fonds des Nations unies pour la population (FNUAP) en 2013, « les grossesses chez les jeunes filles n'ayant pas atteint 15 ans entraînent des conséquences irréparables. Ces grossesses constituent une atteinte aux droits des filles et les expose à des dangers mortels sur le plan de la santé sexuelle et procréative ; en outre, ces grossesses précoces, qui perpétuent la précarité, pèsent lourdement sur le développement des communautés ». En matière de santé, l'immaturité physique des jeunes femmes face à la grossesse et à l'accouchement conduit à des complications ainsi qu'à la malnutrition, car la majorité des adolescentes concernées appartient à des foyers démunis. Chez les filles n'ayant pas atteint 15 ans et qui vivent dans un pays peu ou modérément développé, la mortalité maternelle est plus élevée que chez leurs homologues ayant dépassé 20 ans. La grossesse de l'adolescente compromet ses perspectives d'instruction et de carrière car les intéressées sont souvent obligées d'abandonner leur scolarité, ce qui restreint leurs possibilités professionnelles et économiques.
Les répercussions de la grossesse et de la parentalité des adolescentes sont scientifiquement évaluées sous plusieurs angles : socio-économique, médical et psychologique. Il existe plusieurs enjeux concernant les jeunes mères et leurs enfants. Certains facteurs, comme la pauvreté et le soutien social, sont parfois plus déterminants que l'âge de la mère lors de son accouchement. De nombreuses propositions ont été avancées pour contrebalancer les effets négatifs. Les mères adolescentes qui peuvent s'appuyer sur leur parentèle ou leur communauté, les services sociaux et l'aide à l'enfance ont de meilleures chances de poursuivre leur instruction et d'obtenir ensuite des emplois rémunérateurs à mesure qu'elles progressent dans leur scolarité.
Traiter les problèmes relatifs à la grossesse de l'adolescente exige une approche holistique : au lieu de se concentrer sur le comportement des jeunes filles, il est nécessaire de s'occuper des causes en amont, comme la pauvreté, les inégalités de genre, les pressions et les contraintes sociales. Ceci implique de « fournir à tous les jeunes une éducation sexuelle appropriée selon leur âge, investir dans l'instruction des filles, prévenir des mariages d'enfants, la violence sexuelle et la coercition, bâtir des sociétés où les deux genres ont les mêmes droits en donnant aux filles les moyens de réussir et en instaurant le dialogue avec les hommes et les garçons, s'assurer que les adolescents ont accès à l'information en matière de santé sexuelle et procréative et aux services qui leur permettront de choisir avec discernement ».
Aux États-Unis, un tiers des lycéens et lycéennes ont une activité sexuelle. Entre 2011 et 2013, 79 % des jeunes filles déclaraient employer une méthode de contrôle des naissances. La grossesse des adolescentes occasionne des risques de nature médicale, économique, sociale et financière,.

### Effets sur l'adolescente
Dans les pays développés, une grossesse précoce peut avoir des conséquences sur la scolarité. Les mères adolescentes risquent davantage le décrochage scolaire.
La campagne nationale américaine pour la prévention des grossesses chez les adolescentes (National Campaign to Prevent Teen Pregnancy), indique que près d'une jeune mère sur quatre sera à nouveau enceinte dans les années qui suivent une première naissance. Chez l'adolescente, la grossesse et l'accouchement majorent les probabilités de décrochage scolaire au lycée et la moitié de ces adolescentes devra vivre des aides publiques. De nombreuses mères adolescentes ne possèdent pas une maturité intellectuelle ou émotionnelle suffisante pour mener une vie différente. Souvent, la grossesse reste secrète pendant des mois (privant la future mère de consultations médicales prénatales, avec des répercussions potentiellement grave pour le futur enfant. Deux facteurs d'une nouvelle grossesse rapprochée de la précédente sont le mariage et l'instruction : cette probabilité diminue avec le niveau d'instruction de la jeune femme — ou de ses parents — et elle augmente en cas de mariage.

### Effets sur les enfants des adolescentes
La grossesse précoce peut nuire au développement psychosocial du jeune enfant. Les enfants nés de mères adolescentes présentent un risque majoré de naissance prématurée en donnant naissance à un bébé au poids faible (en), ce qui le prédispose à maintes affections de long terme. Ces enfants sont davantage exposés à des retards dans le développement de leur intelligence, dans l'acquisition du langage et dans leur comportement social et émotionnel. En outre, ils manifestent davantage de problèmes de handicap liés au développement (en) et au comportement,. Les résultats d'une étude publiée en 1987 laissent penser que les mères adolescentes sont moins susceptibles de stimuler leur bébé via des comportements affectueux, comme la communication par le toucher (en), le sourire et la communication verbale, et de se montrer réceptives et tolérantes envers ses besoins. D'après  une autre analyse, les mères qui bénéficient d'un soutien social risquent moins souvent de témoigner leur colère envers le bébé et de recourir aux punitions.
Des analyses ont aussi signalé les carences des performances scolaires chez les enfants des mères adolescentes ; beaucoup d'entre eux rencontrent des difficultés, leurs notes aux examens standards sont plus faibles et/ou ils échouent à obtenir un diplôme d'enseignement secondaire. Les filles nées d'une mère adolescente risquent davantage d'être enceintes à l'adolescence,. Les garçons courent trois fois plus de risques de vivre une condamnation à une peine de prison.

### Risques médicaux
Dans la grossesse de l'adolescente, la santé maternelle et prénatale présente des risques particuliers. L'incidence mondiale d'accouchement prématuré et de bébé au poids faible (en) est plus élevée lors d'une maternité précoce,,.
Les travaux de recherche montrent que les adolescentes enceintes risquent d'accéder moins facilement aux soins prénataux (en) car elles ne sollicitent pas de spécialistes avant le troisième trimestre, voire pas du tout. D'après le Guttmacher Institute, un tiers des adolescentes enceintes ne bénéficie pas de soins prénataux suffisants et leurs enfants risquent davantage de subir des problèmes de santé dans l'enfance ou d'avoir besoin d'une hospitalisation par rapport aux enfants nés de mères plus âgées. Aux États-Unis, les adolescentes hispano-américaines qui deviennent enceintes rencontrent des obstacles dans l'accès aux soins, car la couverture des frais médicaux dans cette catégorie démographique est la plus faible du territoire.
De nombreux adolescentes enceintes sont exposées au risque de développer des carences nutritionnelles en raison des choix alimentaires médiocres souvent en cours à leur âge, y compris les tentatives d'amaigrissement, les abstentions de repas, les prétendus régimes miracles, le grignotage et l'alimentation dans la restauration rapide. Ces problèmes de nutrition en cours de grossesse (en) sont encore plus graves chez les jeunes des pays en développement,. En outre, dans les pays en développement, les complications de la grossesse entraînent le décès d'environ 70 000 adolescentes chaque année. Les jeunes mères et leurs enfants risquent davantage de contracter le virus de l'immunodéficience humaine. L'Organisation mondiale de la santé estime que le danger de mort maternelle après une grossesse est deux fois plus élevé chez les jeunes filles de 15 à 19 ans que chez celles de 20 à 24 ans. Le taux de mortalité maternelle peut être multiplié par cinq pour les filles âgées de 10 à 14 ans par rapport aux femmes de 20 à 24 ans. Enfin, les avortements illégaux mettent en danger les adolescentes dans certaines régions, comme l'Afrique sub-saharienne. 
Les risques de complications médicales sont plus élevés pour les filles n'ayant pas atteint 15 ans, car leur pelvis n'a pas atteint sa maturité, ce qui entraîne des problèmes lors de l'accouchement. Dans les pays développés, l'obstruction lors de la naissance est typiquement réglée avec une césarienne mais, dans les pays en développement où les services médicaux ne sont pas toujours disponibles, les mères trop jeunes sont exposées à l'éclampsie, la fistule obstétricale, la mortalité infantile ou la mort maternelle,. 
Chez les mères de 15 ans ou davantage, les risques d'une grossesse sont en général liés à des facteurs socio-économiques, plutôt qu'à des difficultés biologiques. Dans un hôpital en espace rural au Bengale-Occidental, les mères âgées de 15 à 19 ans risquaient davantage de souffrir d'anémie, d'accouchement prématuré et de bébés au faible poids que les mères âgées de 20 à 24 ans.
Les adolescentes enceintes ou mères présentent une probabilité sept fois plus élevée de se suicider que les autres adolescents.

### Conséquences économiques
À l'échelle d'une vie, le coût d'opportunité dû à la grossesse des adolescentes dans plusieurs pays varie entre 1 % et 30 % du PIB annuel (30 % en Ouganda). Aux États-Unis, ces grossesses coûtent au contribuable entre 9,4 e 28 milliards de dollars chaque année, en raison de facteurs comme les frais liés aux familles d'accueil et le manque à gagner en termes d'impôts. Selon certaines estimations, la fin des grossesses d'adolescentes améliorerait la productivité économique de 3,5 milliards de dollars au Brésil et 7,7 milliards en Inde.
Moins d'un tiers des mères adolescentes bénéficie d'une aide financière pour leur enfant, ce qui augmente largement la probabilité d'un recours aux allocations publiques. La corrélation observée entre la grossesse précoce et l'échec scolaire au lycée réduit les perspectives de carrière pour de nombreuses femmes. Selon une étude, 60 % des adolescentes qui ont accouché vivaient, en 1988, dans la précarité. D'autres enquêtes montre qu'environ 50 % des mères adolescentes sollicitaient les aides de l'État dans les cinq premières années suivant la naissance de l'enfant. Une étude menée sur 100 mères adolescentes au Royaume-Uni établit que seules 11 % d'entre elles percevaient un salaire, tandis que 89 % étaient sans emploi. En majorité, les mères adolescentes britanniques vivent dans la pauvreté et la moitié d'entre elles se trouve dans la catégorie aux plus faibles revenus.

## Causes et facteurs de risque

### Influence culturelle
Les grossesses à l'adolescence sont plus fréquentes dans les sociétés où la tradition veut que les filles se marient jeunes et soient incitées à avoir des enfants dès que possible. Par exemple, dans certains pays d'Afrique subsaharienne, la grossesse précoce est accueillie favorablement car elle prouve que la jeune fille est fertile. Les grossesses précoces sont banales dans les pays où les mariages d'enfants sont courants. Dans le sous-continent indien, le mariage et la grossesse précoces sont plus fréquents dans les communautés rurales traditionnelles que dans les villes. Nombre d'adolescents ne reçoivent aucune information sur le contrôle des naissances et ne sont pas préparés à affronter la pression sociale qui les pousse à des rapports sexuels même s'ils ne sont pas prêts. De nombreuses adolescentes enceintes n'ont aucune notion de base en matière de sexualité.
La décision d'avoir des enfants peut procéder d'incitations économiques favorables à la procréation. Dans certaines sociétés, les enfants sont conduits à travailler très jeunes et les parents peuvent souhaiter une nombreuse descendance de ce fait.
Dans les pays où le mariage est plus rare chez les adolescentes, par exemple dans des pays industrialisés, la survenue d'une grossesse est favorisée si l'intéressée est jeune lors de son premier rapport sexuel, ou si les partenaires n'appliquent aucune méthode contraceptive (cette remarque vaut aussi en cas d'observance irrégulière, d'usage erroné, de recours à une méthode peu fiable),. À l'échelle mondiale, la plupart des grossesses à l'adolescence sont imprévues,. La plupart des pays occidentaux ont établi des programmes d'éducation sexuelle, dont les principaux objectifs sont : prévenir les grossesses non désirées et la propagation des infections sexuellement transmissibles.

### Puberté précoce
Les jeunes filles qui se développent plus vite présentent une probabilité plus élevée de rapports sexuels précoces, ce qui les expose à des risques plus élevés de grossesse précoce.

### Problèmes relatifs à la contraception
Les adolescentes peuvent manquer d'informations, voire d'accès, aux méthodes habituelles de contraception car elles sont trop embarrassées ou effrayées pour se renseigner,. Chez les adolescentes, la contraception présente des obstacles importants pour les médecins. En 1988, le gouvernement du Royaume-Uni a entrepris de diviser par deux le nombre de grossesses chez les jeunes de moins de 18 ans à l'horizon de 2010, et a établi la Teenage Pregnancy Strategy (TPS). Dans ce groupe de population, la fréquence des grossesses a diminué mais en 2007 elle a connu une légère hausse en 2007 avec 41,7 cas pour 1 000 jeunes filles. Celles-ci croient souvent que la contraception se limite à « la pilule » ou aux préservatifs et ne connaissent guère les autres méthodes. Leur attitude est profondément influencée par des histoires négatives, coloportées par leurs amies et par les médias, sur les méthodes de contraception. Il est très difficile de les amener à surmonter ces préjugés. Les choix des jeunes filles sont souvent motivés par une inquiétude exagérée quant aux effets secondaires, comme la prise de poids et l'acné. Il n'est pas rare qu'elles oublient de prendre leur pilule trois fois chaque mois et, dans cette tranche d'âge, il est probable que cet oubli soit encore plus courant. Les échecs de cette méthode contraceptive tiennent aux approximations lorsqu'il faut reprendre la pilule après une semaine d'arrêt, à la difficulté de dissimuler leurs pilules contraceptives, aux interactions avec d'autres substances et aux problèmes pour obtenir un renouvellement de leur prescription médicale.
Aux États-Unis, d'après la National Survey of Family Growth (en) en 2002, les adolescentes ayant une activité sexuelle et qui souhaitent éviter une grossesse sont moins susceptible que les femmes plus âgées d'employer un contraceptif (18 % des femmes de 15 à 19 ans n'utilisaient aucune contraception, taux réduit à 10,7 % chez les femmes de 15 à 44 ans). Plus de 80 % des grossesses d'adolescentes ne sont pas voulues. Près de la moitié des grossesses non désirées surviennent chez des jeunes filles qui n'utilisent aucune contraception et, dans l'autre moitié, la plupart des grossesses sont l'effet d'une utilisation erronée de la contraception. Dans un sondage mené par le magazine Parade en 1997, 70 % des jeunes filles déclarent qu'elles sont embarrassées à la perspective d'acheter un produit relatif à la contraception ou de poser des questions sur le sujet à un médecin.
Lors d'une enquête en 2012, les chercheurs ont interrogé plus de 1 000 jeunes filles pour éclaircir les facteurs d'abstention face à la contraception. Parmi les répondantes, près de la moitié avait pratiqué un rapport sexuel sans protection au cours des trois derniers mois. Ces jeunes filles avançaient trois motivations pour leur absence de contraception : des obstacles pour se procurer le traitement (raison la plus fréquemment citée), la survenue imprévue du rapport sexuel et la croyance qu'elles « ne pouvaient pas devenir enceintes ». Une étude menée par le Guttmacher Institute indique qu'une comparaison des données montre que la grossesse précoce aux États-Unis doit sa fréquence à des causes peu complexes : « l'apparition de l'activité sexuelle et sa fréquence sont fortement similaires [entre la Suède, la France, le Canada, la Grande-Bretagne et les États-Unis] ; les taux élevés de grossesses précoces dans ce dernier pays proviennent d'un recours moindre — ou moins efficace — aux contraceptifs dans la population des adolescentes ». Cette déclaration montre qu'entre les pays industrialisés, les taux variables de grossesses précoces tiennent aux problèmes de contraception.
Au Royaume-Uni, chez les adolescentes sollicitant une interruption volontaire de grossesse, le taux de recours aux contraceptifs est à peu près identique à celui des femmes plus âgées.
Il existe aussi des cas où les intéressées recourent à un contraceptif mais leur méthode est défaillante. Les adolescents inexpérimentés peuvent mal utiliser les préservatifs, oublier de prendre leur contraception orale, oublier d'utiliser la méthode qu'elles avaient choisie. Le taux d'échec des contraceptifs est plus élevé chez les adolescentes, en particulier chez les moins favorisées, que chez les personnes plus âgées. Des contraceptifs de long terme, comme les dispositifs intra-utérins, l'implant contraceptif sous-cutané, les injections (comme l'acétate de médroxyprogestérone ou le contraceptif injectable combiné (en), qui protègent la femme pendant des mois ou des années en une seule fois, produisent de meilleurs résultats chez les femmes qui tendent à oublier leur pilule ou qui recourent à d'autres stratégies mais sans régularité.

### Agressions sexuelles
Dans certains pays, la loi considère qu'une relation sexuelle entre une personne majeure et une personne mineure ne peut pas être consentie, car les mineurs n'ont pas la maturité pour accepter en pleine connaissance de cause un rapport sexuel avec un adulte. L'âge du consentement varie selon les législations nationales.
De nombreuses études montrent un lien fort entre des abus sexuels dans l'enfance et la grossesse précoce dans les pays industrialisés. 70 % des jeunes filles ayant accouché à l'adolescence ont subi une agression sexuelle dans l'enfance, alors que 25 % des femmes qui n'ont pas accouché à l'adolescence ont été victimes d'agression sexuelle,,.
Des études menées en Afrique du Sud montrent que 10 à 20 % des grossesses chez les adolescentes sont la conséquence d'un viol et 60 % des mères adolescentes ont subi des contacts sexuels non consentis avant leur grossesse. Chez les jeunes filles de moins de 15 ans, la majorité des premiers rapports sont non consentis. Le Guttmacher Institute relève que 60 % des jeunes filles qui ont eu une relation avant l'âge de 15 ans y ont été obligées par des hommes qui, en général, avaient six ans de plus que leurs victimes. Parmi les pères adolescents, un sur cinq reconnaît avoir forcé la jeune fille à subir un rapport sexuel.

### Violences de couple
Les études indiquent que les adolescentes subissent souvent une relation toxique au moment de leur fécondation,. Elles signalent que leur « partenaire », en apprenant leur grossesse, manifeste encore davantage de violence et de volonté de contrôle. Les jeunes filles n'ayant pas atteint 18 ans sont deux fois plus susceptibles d'être battues par le père de leur enfant que les femmes ayant au moins 18 ans. D'après une étude au Royaume-Uni, 70 % des femmes qui ont accouché à l'adolescence ont subi la violence familiale d'un adolescent. Une autre analyse, dans l'État de Washington, montre que 70 % des mères adolescentes ont été battues par leur petit ami, 51 % ont subi une tentative de sabotage de leur stratégie contraceptive au cours des douze derniers mois et 21 % ont été victime d'un sabotage de leur scolarité ou de leur emploi.
Une étude sur 379 adolescentes enceintes ou mères et 95 qui n'ont pas d'enfant montre que 62 % des filles âgées de 11 à 15 ans et 56 % de celles de 16 à 19 ans déclarent subir des violences familiales des mains de leurs « partenaires ». En outre, 51 % des jeunes répondantes disent que leur « partenaire » a tenté au moins une fois de saboter leur stratégie contraceptive.

### Facteurs socioéconomiques
Les recherches et les organismes sociaux considèrent que la grossesse de l'adolescente relève d'un problème social. Les grossesse précoces surviennent dans les couches peu favorisées d'une population. Les mères adolescentes sont bien plus nombreuses dans les pays en développement, comme le Niger et le Bangladesh, que des pays plus aisés, comme la Suisse et le Japon.
Il n'existe guère de preuve étayant le préjugé que les mères adolescentes deviennent enceintes pour obtenir des allocations et un logement social. La majorité des personnes concernées ne connaît pratiquement rien aux prestations publiques avant la survenue de leur grossesse et leurs idées sur le sujet sont souvent erronées.

### Entourage familial et milieux toxiques
Les filles exposées à la violence familiale et aux conflits dans leur enfance présentent une probabilité plus élevée d'être enceintes à l'adolescence et le risque d'une grossesse précoce augmente en proportion des expériences négatives subies dans l'enfance. D'après une enquête de 2004, il est possible de réduire d'un tiers des grossesses à l'adolescence, à condition d'éradiquer des conditions défavorables comme les agressions, la violence et les conflits familiaux. Les chercheurs observent que « une famille toxique produit des conséquences négatives et durables de long terme sur la santé des femmes pendant leur adolescence, leur grossesse et encore par la suite ». Si l'environnement familial est exempt de facteurs toxiques dans l'enfance, la grossesse à l'adolescence n'augmente pas le risque de conséquences négatives de long terme. Les études montrent aussi que les garçons qui ont grandi auprès d'une mère battue, ou qui ont eux-mêmes subi des violences physiques, étaient davantage susceptibles de causer une grossesse chez une adolescente.
Des études ont aussi montré que les filles vivent plus souvent des rapports sexuels précoces et des grossesses précoces si leur père quitte la famille dans leur petite enfance. Si le père quitte la famille plus tard, les filles sont moins susceptibles de connaître des rapports et grossesses précoces ; les filles qui sont accompagnées par leur père depuis l'enfance sont les moins susceptibles de rapports et grossesses précoces,.
Des exigences scolaires faibles concourent également aux grossesses précoces. Une jeune fille a davantage de risques de devenir mère si sa propre mère ou ses sœurs aînées ont connu une grossesse à l'adolescence,. Dans une enquête menée en 1988 par le Joint Center for Political and Economic Studies (en), la conclusion attribuait la survenue des grossesses précoces à une rupture de dialogue entre l'enfant et ses parents ainsi qu'à une surveillance parentale (en) insuffisante.
Les jeunes filles qui vivent en foyer ont davantage de probabilités d'être enceintes à l'adolescence. Le National Casey Alumni Study, qui a suivi d'anciennes enfants placées appartenant à 23 communautés différentes aux États-Unis : le taux d'accouchement pour les jeunes filles en foyer représentait plus du double par rapport à celles qui vivaient dans d'autres systèmes.

## Actions de prévention
Une éducation sexuelle complète et l'accès à la contraception favorisent le recul des grossesses non désirées à l'adolescence. Néanmoins, l'efficacité comparée des actions préventives ne fournit pas de résultats tranchés.

### Documentation
- Bruce Armstrong, Handbook of Social Work Practice with Vulnerable and Resilient Populations, New York, NY, Columbia University Press, 2001, 2nd éd. (ISBN 978-0-231-11396-0), « Adolescent Pregnancy »
- Philip Baker, Teenage Pregnancy and Reproductive Health, RCOG, 2007 (ISBN 978-1-904752-38-7, lire en ligne)
- David and James Wong Checkland, Teen Pregnancy and Parenting: Social and Ethical Issues, Toronto, Canada; Buffalo, NY, University of Toronto Press, 1999 (ISBN 978-0-8020-4215-6)
- Leon Dash, When Children want Children: The Urban Crisis of Teenage Childbearing, Urbana, IL, University of Illinois Press, 1989, 1st Illinois paperback éd. (ISBN 978-0-252-07123-2)
- Pamela I. Erickson, Latina Adolescent Childbearing in East Los Angeles, Austin, TX, University of Texas Press, 1998 (ISBN 978-0-292-72093-0)
- Elaine Bell Kaplan, Not Our Kind of Girl: Unraveling the Myths of Black Teenage Motherhood, Berkeley, CA, University of California Press, 1997 (ISBN 978-0-520-08736-1, lire en ligne)
- Irving B. Harris, Children in Jeopardy: Can We Break the Cycle of Poverty?, New Haven, CT, Yale Child Study Center: Distributed by Yale University Press, 1996 (ISBN 978-0-300-06892-4, lire en ligne)
- Kristin Luker, Dubious Conceptions: The Politics of Teenage Pregnancy, Cambridge, MA, Harvard University Press, 1996 (ISBN 978-0-674-21702-7, lire en ligne)
- Deborah L. Rhode, The Reproductive Rights Reader, New York, NY, New York University Press, 2007 (ISBN 978-0-8147-2230-5), « Politics and Pregnancy: Adolescent Mothers and Public Policy »
- Victoria Seitz et Sharon Lynn Kagan, Children, Families, and Government: Preparing for the Twenty-First Century, New York, NY, Cambridge University Press, 1996 (ISBN 978-0-521-24219-6, lire en ligne), « Adolescent Pregnancy and Parenting »
- Helena Silverstein, Girls on the Stand: How Courts Fail Pregnant Minors, New York, NY, New York University Press, 2007 (ISBN 978-0-8147-4031-6, lire en ligne)